# Saas-Almagell
Saas-Almagell est une commune suisse du canton du Valais, située dans la vallée de Saas et dans le district de Viège. Le barrage de Mattmark se situe sur le territoire de la commune et en dépend administrativement. L'histoire récente de la commune est marquée par la catastrophe de Mattmark en 1965, au cours de laquelle 88 ouvriers sont tués sur le chantier du barrage.

## Histoire
À partir de 1960, la construction du barrage de Mattmark débute. Dans la phase finale des travaux, un accident se produit sur le chantier. Le 30 août 1965, une partie du glacier de l'Allalin s'effondre et provoque un important éboulement de glace, de roches et de terre sur une partie du chantier,. Au total, 88 ouvriers sont tués, principalement des immigrés. Cette catastrophe met en lumière l'importance de l'immigration pour la construction des infrastructures suisses ainsi que les conditions de travail parfois précaires sur ces chantiers.

## Infrastructures et économie
Le barrage de Mattmark est un barrage destiné à la production électrique,. Il dépend administrativement de la commune. Le chantier de l'ouvrage se déroule entre 1960 et 1967 et est marqué par la catastrophe de Mattmark où 88 ouvriers meurent lors d'un éboulement du glacier de l'Allalin. L'ouvrage est inauguré en 1969 et la production électrique débute à cette date.

## Personnalités
Pirmin Zurbriggen, ancien champion du monde et champion olympique de ski alpin et Heidi Zurbriggen, ancienne skieuse en coupe du monde et double vice-championne du monde de ski alpin, sont originaires de cette commune,.